# Luwihaji
Luwihaji is een bestuurslaag in het regentschap Bojonegoro van de provincie Oost-Java, Indonesië. Luwihaji telt 2439 inwoners (volkstelling 2010).